# Microzestis inelegans
Microzestis inelegans är en fjärilsart som beskrevs av Edward Meyrick 1929. Microzestis inelegans ingår i släktet Microzestis och familjen fransmalar. Inga underarter finns listade i Catalogue of Life.